# Världsmästerskapen i simsport 1975
Världsmästerskapen i simsport 1975 var de andra världsmästerskapen i simsport och arrangerades i Cali, Colombia mellan 19 juli och 27 juli 1975. Tävlingar i simning, simhopp, vattenpolo och konstsim hölls.

## Medaljfördelning
| Placering | Nation         | Guld | Silver | Brons | Totalt |
| --------- | -------------- | ---- | ------ | ----- | ------ |
| 1         | USA            | 16   | 11     | 10    | 37     |
| 2         | Östtyskland    | 11   | 7      | 5     | 23     |
| 3         | Ungern         | 3    | 1      | 0     | 4      |
| 4         | Sovjetunionen  | 2    | 5      | 4     | 11     |
| 5         | Storbritannien | 2    | 1      | 5     | 8      |
| 6         | Västtyskland   | 1    | 2      | 1     | 4      |
| 7         | Australien     | 1    | 2      | 0     | 3      |
| 8         | Italien        | 1    | 1      | 2     | 4      |
| 9         | Kanada         | 0    | 4      | 2     | 6      |
| 10        | Nederländerna  | 0    | 2      | 3     | 5      |
| 11        | Japan          | 0    | 1      | 3     | 4      |
| 12        | Mexiko         | 0    | 0      | 1     | 1      |
| 12        | Sverige        | 0    | 0      | 1     | 1      |
| Total     | Total          | 37   | 37     | 37    | 111    |

## Resultat

### Konstsim[1]
| Gren         | Guld                            | Silver                            | Brons                                 |
| Individuellt | Gail Buzonas USA                | Sylvie Fortier Kanada             | Yasuko Unezaki Japan                  |
| Par          | USA Robin Curren Amanda Norrish | Kanada Carol Stewart Laura Wilkin | Japan Masako Fujiwara Yasuko Fujiwara |
| Lag          | USA                             | Kanada                            | Japan                                 |

### Simhopp[2]

#### Herrar
| Gren | Guld                  | Silver                          | Brons                             |
| 3 m  | Phil Boggs USA        | Klaus Dibiasi Italien           | Vyatjeslav Strachov Sovjetunionen |
| 10 m | Klaus Dibiasi Italien | Nikolaj Michailin Sovjetunionen | Carlos Girón Mexiko               |

#### Damer
| Gren | Guld                         | Silver                          | Brons                |
| 3 m  | Irina Kalinina Sovjetunionen | Tatjana Bolynkina Sovjetunionen | Christine Loock USA  |
| 10 m | Janet Ely USA                | Irina Kalinina Sovjetunionen    | Ulrika Knape Sverige |

### Simning[3]

#### Herrar
| Gren             | Guld                                                                       | Silver                                                                   | Brons                                                                         |
| 100 m frisim     | Andy Coan USA                                                              | Vladimir Bure Sovjetunionen                                              | James Montgomery USA                                                          |
| 200 m frisim     | Tim Shaw USA                                                               | Bruce Furniss USA                                                        | Brian Brinkley Storbritannien                                                 |
| 400 m frisim     | Tim Shaw USA                                                               | Bruce Furniss USA                                                        | Frank Pfütze Östtyskland                                                      |
| 1500 m frisim    | Tim Shaw USA                                                               | Brian Goodell USA                                                        | David Parker Storbritannien                                                   |
| 100 m ryggsim    | Roland Matthes Östtyskland                                                 | John Murphy USA                                                          | Mel Nash USA                                                                  |
| 200 m ryggsim    | Zoltán Verrasztó Ungern                                                    | Mark Tonelli Australien                                                  | Paul Hove USA                                                                 |
| 100 m bröstsim   | David Wilkie Storbritannien                                                | Nobutaka Taguchi Japan                                                   | David Leigh Storbritannien                                                    |
| 200 m bröstsim   | David Wilkie Storbritannien                                                | Rick Colella USA                                                         | Nikolaj Pankin Sovjetunionen                                                  |
| 100 m fjärilsim  | Greg Jagenburg USA                                                         | Roger Pyttel Östtyskland                                                 | Bill Forrester USA                                                            |
| 200 m fjärilsim  | Bill Forrester USA                                                         | Roger Pyttel Östtyskland                                                 | Brian Brinkley Storbritannien                                                 |
| 200 m medley     | András Hargitay Ungern                                                     | Steve Furniss USA                                                        | Andrej Smirnov Sovjetunionen                                                  |
| 400 m medley     | András Hargitay Ungern                                                     | Andrej Smirnov Sovjetunionen                                             | Hans-Joachim Geisler Västtyskland                                             |
| 4 × 100 m frisim | USA Bruce Furniss James Montgomery Andy Coan John Murphy                   | Västtyskland Klaus Steinbach Dirk Braunleder Kersten Meier Peter Nocke   | Italien Roberto Pangaro Paolo Barelli Claudio Zei Marcello Guarducci          |
| 4 × 200 m frisim | Västtyskland Klaus Steinbach Werner Lampe Hans-Joachim Geisler Peter Nocke | Storbritannien Alan McClatchey Gary Jameson Gordon Downie Brian Brinkley | Sovjetunionen Alexandre Samsonov Anatoli Ribakov Viktor Aboimov Andrei Krilov |
| 4 × 100 m medley | USA John Murphy Rick Colella Gregory Jagenburg Andy Coan                   | Västtyskland Klaus Steinbach Walter Kusch Michael Kraus Peter Nocke      | Storbritannien James Carter David Wilkie Brian Brinkley Gordon Downie         |

#### Damer
| Gren             | Guld                                                                      | Silver                                                        | Brons                                                                  |
| 100 m frisim     | Kornelia Ender Östtyskland                                                | Shirley Babashoff USA                                         | Enith Brigitha Nederländerna                                           |
| 200 m frisim     | Shirley Babashoff USA                                                     | Kornelia Ender Östtyskland                                    | Enith Brigitha Nederländerna                                           |
| 400 m frisim     | Shirley Babashoff USA                                                     | Jenny Turrall Australien                                      | Kathy Heddy USA                                                        |
| 800 m frisim     | Jenny Turrall Australien                                                  | Heather Greenwood USA                                         | Shirley Babashoff USA                                                  |
| 100 m ryggsim    | Ulrike Richter Östtyskland                                                | Birgit Treiber Östtyskland                                    | Nancy Garapick Kanada                                                  |
| 200 m ryggsim    | Birgit Treiber Östtyskland                                                | Nancy Garapick Kanada                                         | Ulrike Richter Östtyskland                                             |
| 100 m bröstsim   | Hannelore Anke Östtyskland                                                | Wijda Mazereeuw Nederländerna                                 | Marcia Morey USA                                                       |
| 200 m bröstsim   | Hannelore Anke Östtyskland                                                | Wijda Mazereeuw Nederländerna                                 | Karla Linke Östtyskland                                                |
| 100 m fjärilsim  | Kornelia Ender Östtyskland                                                | Rosemarie Kother Östtyskland                                  | Camille Wright USA                                                     |
| 200 m fjärilsim  | Rosemarie Kother Östtyskland                                              | Valerie Lee USA                                               | Gabriele Wusche Östtyskland                                            |
| 200 m medley     | Kathy Heddy USA                                                           | Ulrike Tauber Östtyskland                                     | Angela Franke Östtyskland                                              |
| 400 m medley     | Ulrike Tauber Östtyskland                                                 | Karla Linke Östtyskland                                       | Kathy Heddy USA                                                        |
| 4 × 100 m frisim | Östtyskland Kornelia Ender Barbara Krause Claudia Hempel Ute Brückner     | USA Kathy Heddy Karen Reeser Kelly Powell Shirley Babashoff   | Kanada Gail Amaundrud Jill Quick Rebecca Smith Ann Jardin              |
| 4 × 100 m medley | Östtyskland Ulrike Richter Hannelore Anke Rosemarie Kother Kornelia Ender | USA Linda Jezek Marcia Morey Camille Wright Shirley Babashoff | Nederländerna Paula van Eijk Wijda Mazereeuw José Damen Enith Brigitha |

### Vattenpolo[4]
| Turnering       | Guld          | Silver | Brons   |
| Herrar detaljer | Sovjetunionen | Ungern | Italien |